# Muzeul Național al Literaturii Române din București
Muzeul Național al Literaturii Române este un muzeu din București, dedicat literaturii române, înființat de academicianul Dumitru Panaitescu - Perpessicius.

Ctitorul muzeului, Dumitru Panaitescu - Perpessicius

## Istoric

Fostul sediu al muzeului, din Bulevardul Dacia nr.12

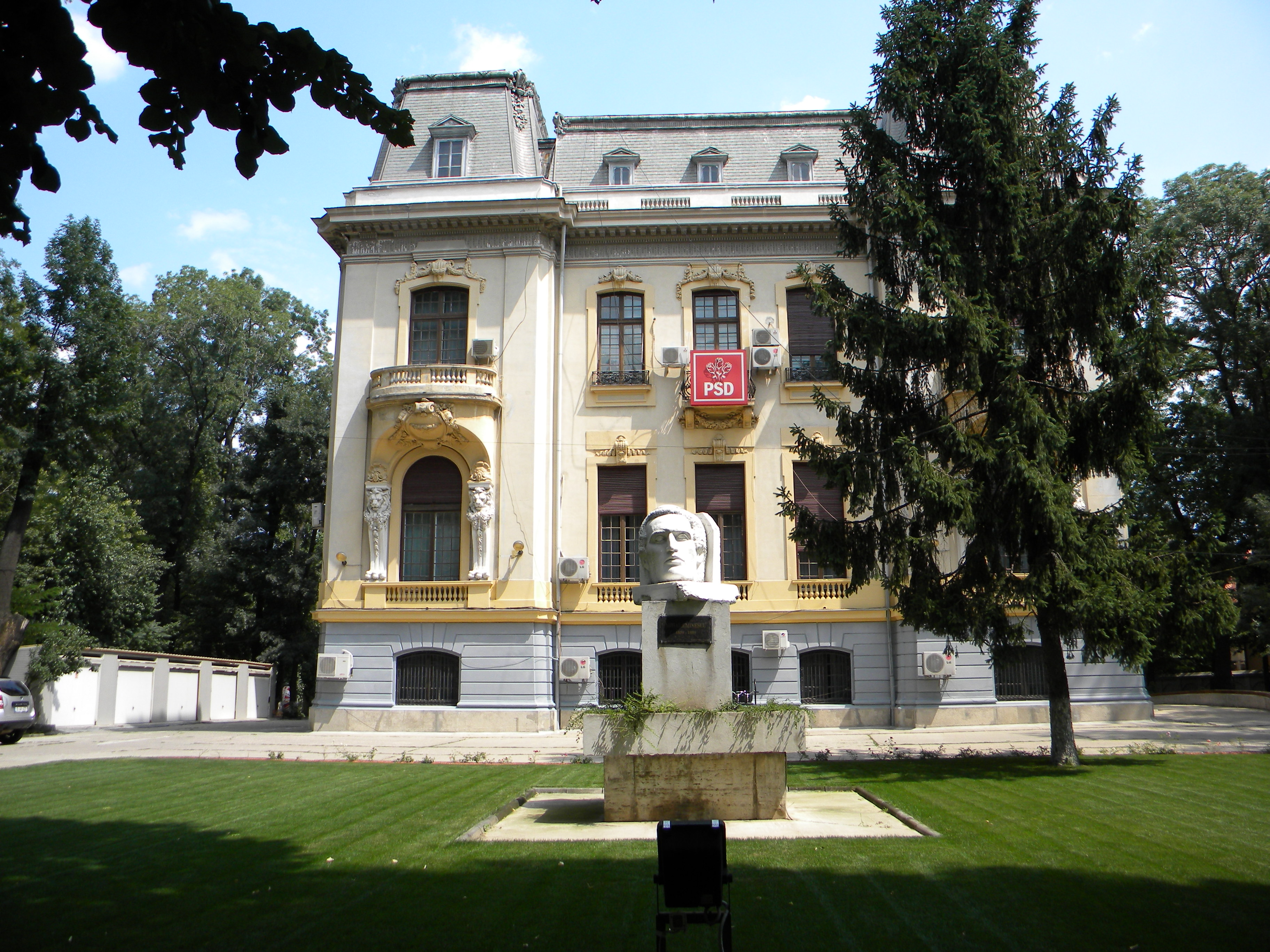
Fostul sediu al muzeului, din Bulevardul Kiseleff nr.10

La înființarea sa, la 1 iunie 1957, muzeul a funcționat în casa Toma Stelian din șoseaua Kiseleff nr. 10, iar între 1964-1966 în fosta casă a lui Mihail Sadoveanu din strada Muzeul Zambaccian la nr. 151. Din 1967 a primit ca sediu Casa Scarlat Kretzulescu, pe Bulevardul Dacia nr. 12, sector 1.
În 2014, după 42 de ani de funcționare în clădirea din Bulevardul Dacia, Muzeul Literaturii Române și-a închis porțile pentru vizitatori, fiind evacuat în urma unui proces de retrocedare. O perioadă scurtă a primit un sediu provizoriu în Casa Presei.
În luna decembrie 2016, muzeul s-a relocat în Calea Griviței 64-66, în condiții de normalitate instituțională și cu protejarea și securizarea patrimoniului.
Începând cu 21 martie 2017, Muzeul Național al Literaturii Române are un nou sediu expozițional într-o clădire ce a aparținut generalului Leon Mavrocordat, situată în Str. Nicolae Crețulescu nr. 8.
În 2021 muzeul a obținut premiul DASA, oferit de fundația European Museum Academy.

## Patrimoniu
Muzeul are un patrimoniu de peste 300.000 de manuscrise, obiecte de patrimoniu și cărți vechi, inclusiv unele incunabule mai vechi de 500 de ani, evaluate la peste 1 miliard de euro. Printre ele se numără și manuscrise de Marcel Proust, Thomas Mann, Paul Valéry, Giovanni Papini, Giuseppe Ungaretti și Mihai Eminescu.. Colecțiile sunt completate de cărți vechi și rare, documente istorico-literare, lucrări de artă plastică (grafică, pictură, sculptură), periodice, obiecte și mobilier memorial, fotografii, înregistrări audio-video.

## Vedeți și
- Lista muzeelor din București